# Glazbeni spot
Glazbeni spot videozapis je pjesme koji se koristi radi njezine promocije ili u umjetničke svrhe. Obilježje glazbenoga spota jest montaža scena. 
Glazbeni spotovi postali su popularni ranih 1980-ih godina zahvaljujući prikazivanju na MTV-u. Prvi prikazani glazbeni spot na MTV-u bio je "Video Killed the Radio Star" britanske grupe The Buggles.
Mnogi spotovi snimani su i prije pojave MTV-a. Britanska grupa Queen snimila je spot za pjesmu "Bohemian Rhapsody" 1975., koji je bio revolucionaran u to vrijeme jer se koristio novim specijalnim efektima.
Revolucionarni i ujedno najveći glazbeni spot ikada bio je za pjesmu "Thriller" Michaela Jacksona iz 1983. godine. Ima elemente filma i prvi je glazbeni spot koji je režirao filmski redatelj. Bio je to John Landis. Na popisu Guinnessove knjige rekorda iz 2006. godine stoji kao "najuspješniji glazbeni video", s prodajom većom od 9 milijuna primjeraka. Thriller je imao dubok utjecaj na popularnu kulturu i nazvan je "trenutkom prekretnice za glazbenu industriju" zbog svojeg presedana u stapanju filma i glazbe.